# CIDEA
CIDEA‏ (Cell death-inducing DFFA-like effector a) هوَ بروتين يُشَفر بواسطة جين CIDEA في الإنسان.